# Birger Staël von Holstein
Birger Axel Robert Staël von Holstein, född 19 mars 1904 i Vapnö församling, Hallands län, död 28 oktober 1970, var en svensk företagsledare.
Staël von Holstein, som var son till godsägare Georg Staël von Holstein och Hanna Embring, avlade studentexamen vid Lundsbergs skola 1924 och diplomerades från Handelshögskolan i Stockholm 1929. Han var anställd vid AB Astra i Södertälje 1929–1930, godsförvaltare för Wapnö fideikommiss 1931–1935, innehavare av firma Wapnö grustäkt 1935–1939, disponent i och innehavare av AB Halmstads Murbruksfabrik sedan 1939. Han var revisor i Byggnadsämnesförbundet i Malmö och Grus- och makadamföreningen i Stockholm.